# Kolja Afriyie
Kolja Afriyie (* 6. April 1982 in Flensburg) ist ein ehemaliger deutscher Fußballspieler. Er kam vor allem als rechter Außenverteidiger zum Einsatz. Den Großteil seiner aktiven Karriere verbrachte er in Dänemark. Ferner kam er zu vier Einsätzen für die deutsche U-21-Nationalmannschaft.

## Biographie

### Anfänge in Flensburg und beim Hamburger SV (bis 2000)
Afriyie wurde als Sohn eines ghanaischen Vaters und einer deutschen Mutter in Flensburg geboren. Er besuchte dort einen Kindergarten und eine Schule der dänischen Minderheit in Deutschland. Er begann mit dem Fußballspielen bei der DGF Flensborg, einem Sportverein der dänischen Minderheit. 1998 wechselte er in die Jugend des Hamburger SV, jedoch wurde der Vertrag im Jahre 2000 aus Leistungsgründen und wegen schulischer Probleme aufgelöst.

### Dänemark (2000 bis 2010)
Daraufhin wechselte Afriyie nach Dänemark zu AC Horsens. Zunächst gehörte er der Reservemannschaft an, stieg nach kurzer Zeit jedoch in die erste Mannschaft auf und wurde zum Leistungsträger. Im Sommer 2004 wechselte er zu Esbjerg fB und schied mit dem Klub im UI-Cup gegen den FC Schalke 04 aus. In der Liga belegte der Klub Tabellenplatz fünf, qualifizierte sich dennoch für die Teilnahme an der Qualifikation zum UEFA-Pokal. In der folgenden Spielzeit schied Afriyie mit dem Klub in der zweiten Qualifikationsrunde an Tromsø IL aus. In der Liga belegte der Klub den sechsten Tabellenplatz und im dänischen Pokalwettbewerb erreichte Esbjerg fB das Endspiel, das man mit 0:1 gegen Randers FC verlor. In der neuen Spielzeit spielte Afriyie noch viermal für den Klub und wechselte zum FC Midtjylland. Dort kam er in 25 Spielen zum Einsatz. Am Ende der Spielzeit wurde er mit dem Klub Vizemeister und qualifizierte sich für die Teilnahme an der Qualifikation zum UEFA-Pokal und erreichte den Hauptwettbewerb. In der ersten Runde schied die Mannschaft gegen Lokomotiv Moskau aus. Wie bereits in der vorangegangenen Spielzeit belegte der FC Midtjylland zum Ende der Spielzeit den zweiten Tabellenplatz in der Liga; Afriyie war im Punktspielbetrieb zu 29 Einsätzen und zwei Toren gekommen.
In der Qualifikation zum UEFA-Pokal in der folgenden Spielzeit schied der FC Midtjylland in der zweiten Qualifikationsrunde gegen Manchester City im Elfmeterschießen aus; Afriyie verschoss dabei seinen Elfmeter. In der Liga kam er zu 25 Einsätzen. Der FC Midtjylland belegte zum Ende der Spielzeit den vierten Platz. In der folgenden Spielzeit kam Afriyie zu 21 Einsätzen und zwei Toren zum Punktspielbetrieb. In dieser Spielzeit erreichte er zum zweiten Mal in seiner Karriere das Endspiel des dänischen Pokalwettbewerbs; das Endspiel wurde gegen den FC Nordsjælland nach Verlängerung verloren. Er kam im Endspiel in den gesamten 120 Minuten zum Einsatz.

### Energie Cottbus (2010 bis 2011)
Im Sommer 2010 wechselte Afriyie wechselte zum deutschen Zweitligisten Energie Cottbus, bei dem er einen bis 2013 laufenden Vertrag unterschrieb. Am 15. August 2010 absolvierte er seinen Einstand im Trikot der Cottbuser in der ersten Pokalrunde gegen die TuS Heeslingen. Am 22. August 2010 gab er sein Debüt im deutschen Profifußball am ersten Spieltag der Zweitliga-Spielzeit 2010/11 im Spiel gegen Fortuna Düsseldorf. Er kam für die Lausitzer in 15 Spielen im Punktspielbetrieb zum Einsatz. Mit dem FC Energie erreichte er das Halbfinal des DFB-Pokals, wobei er im Achtelfinale gegen den VfL Wolfsburg einen Einsatz hatte. Im Juli 2011 löste er seinen Vertrag bei Energie Cottbus wieder auf.

### Rückkehr nach Dänemark und Karriereende (2011 bis 2014)
Afriyie kehrte daraufhin zum FC Midtjylland zurück und absolvierte sein Comeback am 25. Juli 2011 beim 3:2-Sieg am zweiten Spieltag der Superliga-Spielzeit 2011/12 im Spiel gegen HB Køge. Am Ende der Spielzeit belegte der FC Midtjylland den dritten Tabellenplatz und qualifizierte sich für die Teilnahme an den Play-offs zur Europa League. In der folgenden Spielzeit kam Afriyie auch aufgrund eines Bandscheibenvorfalls nur zu 18 Einsätzen. In den Play-offs zur Europa League schied man gegen den BSC Young Boys aus, Afriyie kam bei der 0:3-Niederlage im Hinspiel zum Einsatz und stand beim Rückspiel nicht im Kader. Im Ligabetrieb belegte der FC Midtjylland den fünften Tabellenplatz. In der folgenden Spielzeit kam er im Punktspielbetrieb zu lediglich neun Einsätzen und einer Torvorlage. Am 5. April 2014 machte er sein letztes Spiel bei einer 2:3-Niederlage am 25. Spieltag gegen den späteren Meister Aalborg BK, als er zur zweiten Halbzeit für Francis Dickoh eingewechselt wurde.
Im Mai 2014 beendete Afriyie im Alter von 32 Jahren seine Karriere.

### Nationalmannschaft
Afriyie spielte für die Schleswig-Holstein-Auswahl und wurde 2002 während eines Länderturnieres von Jürgen Kohler entdeckt. Am 12. August 2002 wurde er von Kohler in für das Freundschaftsspiel der deutschen U-21-Nationalmannschaft in Grosseto gegen die italienischen Altersgenossen am 20. August 2002 nominiert und in der 88. Minute für Andreas Hinkel eingewechselt.